# Янгблад
Домінік Річард Гаррісон (англ. Dominic Richard Harrison; нар. 5 серпня 1997, Донкастер, Південний Йоркшир, Велика Британія), професійно відомий під псевдонімом Янгблад (англ. Yungblud) — англійський співак, автор пісень та актор. 
У 2018 році вони випустили свій дебютний міні-альбом «Yungblud», а потім перший повноформатний альбом «21st Century Liability». У 2019 році вони випустили другий міні-альбом «The Underrated Youth», а наступного року — другий студійний альбом «Weird!», який досяг вершини британського чарту альбомів і 75-го місця в американському Billboard 200. Їхній третій альбом під назвою «Yungblud», названий так само, як і їхній перший міні-альбом, вийшов у 2022 році та досяг 1-го місця в британському чарті альбомів, а також 45-го місця в Billboard 200 та 7-го місця в американському чарті Top Rock Albums. Четвертий альбом «Idols» був випущений 20 червня на лейблах Locomotion Recordings та Capitol Records як перша половина двочастинного проекту, який має бути завершений того ж року.

## Раннє життя
Гаррісон народились 5 серпня 1997 року в Донкастері, Південний Йоркшир, у Саманти та Джастіна Гаррісонів. У них є дві молодші сестри, Джемайма та Ізобель.
У молодому віці Гаррісону поставили діагноз синдром дефіциту уваги та гіперактивності (СДУГ), який через відсутність належної підтримки діагнозу зробив їх проблемним учнем. Їх відсторонили від навчання у школі Акворт після того, як їхній друг просив їх «оголити сідниці» перед їхнім вчителем математики. Гаррісон стверджували, що вони були самовпевненою дитиною і вважають, що їхню енергійну натуру часто неправильно розуміють.
Гаррісон вступив до Лондонської Художньої освітньої школи, але покинув її у 2015 році через те, що вважали підхід цієї школи до творчості «живописом за номерами».

## Кар'єра
Перш ніж розпочати свою музичну кар'єру, Гаррісон були актором, з'являючись у телесеріалах «Еммердейл» та «Лодж».

### 2017–2018: мініальбом «Yungblud» та альбом «21st Century Liability»

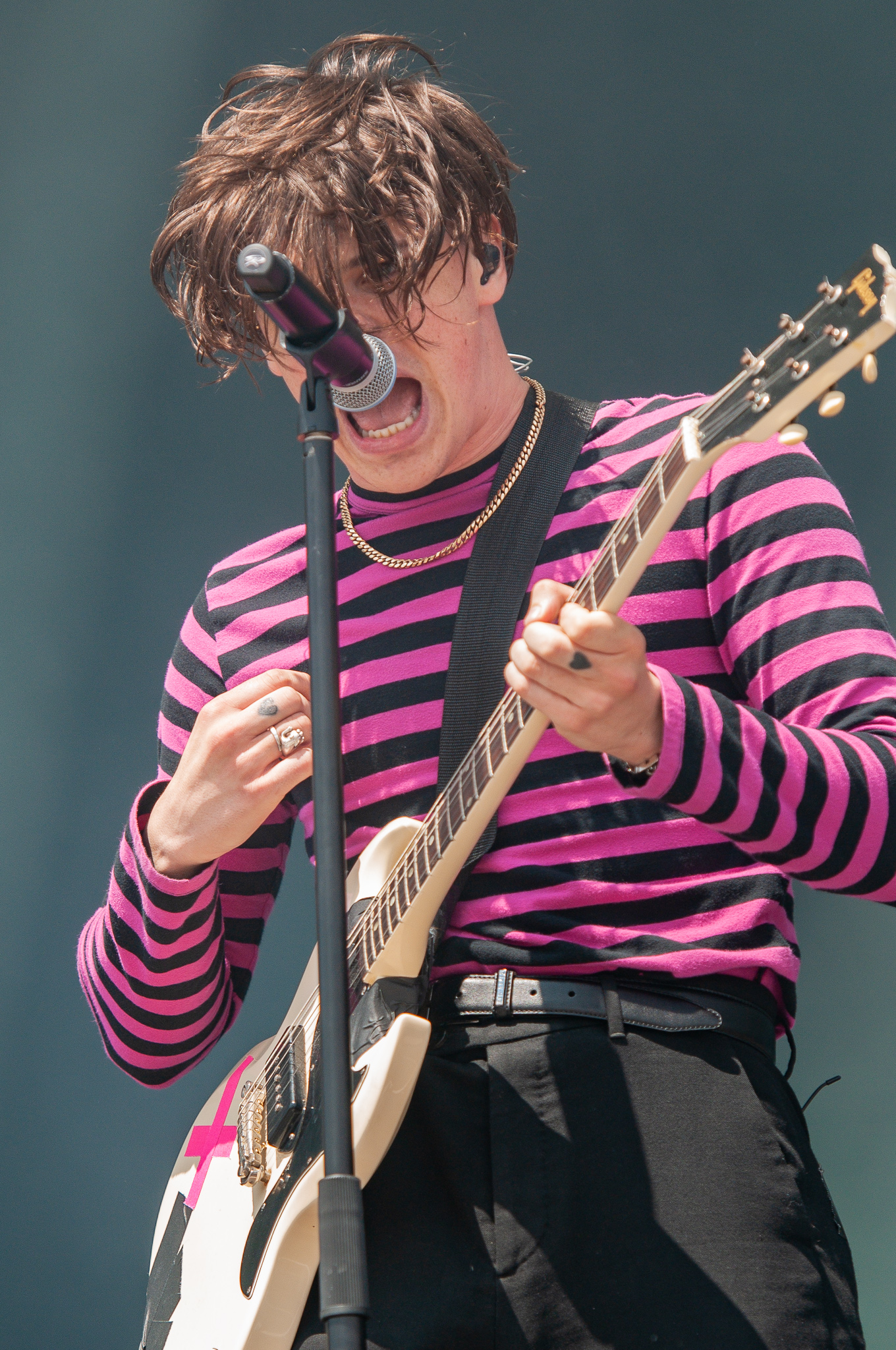
Виступ Янгблад на Rock in the Park у 2018 році

7 квітня 2017 року Янгблад випустили свій перший сингл «King Charles». 15 вересня 2017 року вони випустили «I Love You, Will You Marry Me», пісню про темну сучасну історію кохання. 10 листопада 2017 року вони випустили «Tin Pan Boy», пісню про будівельний проект на Tin Pan Alley, музичному центрі Лондона. 19 січня 2018 року вони випустили міні-альбом «Yungblud» (стилізований великими літерами), який включав три сингли з початку року.
19 січня 2018 року вони випустили пісню «Polygraph Eyes» з міні-альбому про сексуальне насильство над дівчатами. У виступі для Harper's Bazaar вони заявив, що «про це потрібно говорити з чоловічої точки зору, щоб ослабити та зруйнувати цю чоловічу ментальність, яка була так широко прийнята». З 12 по 30 березня 2018 року вони підтримував K.Flay у її турі «Everywhere Is Somewhere». 14 березня 2018 року вони випустили музичний кліп на пісню «Polygraph Eyes» на YouTube.
6 липня Янгблад випустили свій перший альбом «21st Century Liability». У липні 2018 року вони вирушили до США, де взяли участь у кількох турах у рамках туру Vans Warped Tour. 10 серпня вони випустили міні-альбом під назвою «Yungblud (Unplugged)», що містив сім акустичних версій пісень з альбому «21st Century Liability». У серпні 2018 року було випущено музичний кліп на пісню «Falling Skies» за участю Шарлотти Лоуренс, яка є саундтреком до другого сезону серіалу Netflix «13 причин чому». З 20 вересня 2018 року по 20 квітня 2019 року вони гастролювали у рамках виходу свого дебютного альбому, до американських концертів приєднався Arrested Youth, а до концертів у Великій Британії та Європі — Карлі Хансон.

### 2019–2020: мініальбом «The Underrated Youth» та альбом «Weird!»
17 січня 2019 року вони випустили сингл «Loner». 14 лютого 2019 року вони випустили сингл та музичне відео «11 Minutes» разом з Холзі та Тревісом Баркером. Текст пісні розповідає про стосунки, які розпадаються через самосаботаж. Вони випустили свій перший концертний альбом «Yungblud (Live in Atlanta)» 22 березня 2019 року.
З 3 травня 2019 року по 31 серпня 2019 року вони вирушили у турне Don't Wanna Be a Loner, включаючи виступи на кількох фестивалях. «Parents» був першим синглом з міні-альбому «The Underrated Youth». Він вийшов 24 травня 2019 року, а Янгблад описав його як пісню про індивідуалізм. «I Think I'm Okay» була випущена Machine Gun Kelly, Harrison та Travis Barker 7 червня 2019 року. 26 липня 2019 року Янгблад долучився до саундтреку до фільму «Форсаж: Гоббс і Шоу» з кавером на пісню Джима Кроче «Time in a Bottle». 29 липня 2019 року сингл «Hope For the Underrated Youth» став прем'єрою на BBC Radio 1 під час шоу Annie Mac's Future Sounds як Annie Mac's Hottest Record in the World.
«Original Me» за участю Дена Рейнольдса з Imagine Dragons вийшов у жовтні 2019 року. Вони виконали пісню наживо на The Late Show зі Стівеном Колбертом 23 жовтня. Міні-альбом Янгблада «The Underrated Youth» вийшов 18 жовтня 2019 року після деяких затримок. 17 травня 2019 року Янгблад оголосили, що створює комікс під назвою «Twisted Tales of the Ritalin Club», реліз якого відбудеться у жовтні 2019 року. вони відвідали MCM Comic Con 25 жовтня 2019 року, щоб просувати книгу. 31 жовтня 2019 року вийшов музичний кліп на пісню «Die a Little» із саундтреку до фільму «13 причин чому». Відео мало на меті підняти позицію щодо обізнаності про психічне здоров'я. В інтерв'ю Capital FM Блекбер розповів, що співпрацював з Янгблад та Marshmello. Було оголошено, що спільним проектом буде пісня під назвою «Tongue Tied», реліз якої відбудеться 13 листопада. «Tongue Tied» вийшла 13 листопада разом із музичним відеокліпом за участю Джої Кінг на YouTube.
Вони були номіновані на чотири премії NME: «Найкращий британський сольний виконавець», «Найкраще музичне відео» за пісню «Original Me», «Найкращий сольний виконавець у світі» та «Найкраща співпраця», також за пісню «Original Me». Вони перемогли у номінації «Найкраще музичне відео» за пісню «Original Me». 4 березня 2020 року Янгблад оголосили про скасування свого туру Азією через пандемію COVID-19. Потім організатори Coachella оголосили про перенесення музичного фестивалю з квітня на жовтень, також через пандемію COVID-19. Після того, як їхні концерти було скасовано, вони придумали шоу «Yungblud» на YouTube, щоб подарувати своїм шанувальникам концертний досвід. 22 квітня 2020 року вони випустили пісню «Weird!». 16 липня вийшла пісня «Strawberry Lipstick». Альбом «Weird!», вихід якого спочатку мав відбутися 13 листопада 2020 року, був перенесений на 4 грудня 2020 року.

### 2021–2022: альбом «Yungblud»
9 січня 2021 року вони взяли участь в онлайн-заході «A Bowie Celebration: Just for One Day», виконавши кавер на пісню Девіда Боуї «Life on Mars?». 18 лютого 2021 року концертний кавер був обраний як саундтрек до посадки марсохода NASA Perseverance на Марс. 19 серпня 2021 року вони випустили свій сингл «Fleabag»; вони посів 78 місце у Великій Британії. У листопаді 2021 року було оголошено, що Янгблад випустить свій перший короткометражний фільм за мотивами їхньої пісні 2020 року «Mars». Фільм є результатом співпраці Mercury Studios та Interscope Films і розповідає про одного з шанувальників співака на ім'я Чарлі Акастер, яка намагався переконати своїх батьків, що вона трансгендер. 11 березня 2022 року Янгблад випустили свій сингл «The Funeral» разом із музичним відеокліпом, опублікованим на YouTube, за участю Шерон Осборн та Оззі Осборна. «Memories» за участю американської співачки Віллоу став другим синглом, випущеним 6 травня 2022 року. Музичний кліп на сингл був опублікований на YouTube того ж дня, у ньому взяли участь ютуберка та стримерка Twitch Valkyrae.
17 травня під час прямої трансляції Янгблад розкрили обкладинку та дату виходу свого третього студійного альбому. «Don't Feel Like Feeling Sad Today» був третім синглом, випущеним 29 червня 2022 року. «Tissues» був четвертим синглом, випущеним 30 серпня 2022 року. Пісня містить семпли «Close to Me» гурту The Cure. Третій студійний альбом, «Yungblud», вийшов 2 вересня 2022 року.

### 2023–дотепер: альбом «Idols»
Янгблад виступили на Коачелла 2023. Янгблад анонсували нову пісню та нову еру 30 травня 2023 року, надіславши фанатам поштою листи з інструкціями щодо місць проведення виступів у трьох різних місцях: Лос-Анджелесі, Лондоні та Німеччині. У цих місцях фанати знаходили автомобіль, розфарбований балончиком зі словом «Lowlife», і могли послухати уривок нової пісні «Lowlife». «Lowlife» вийшов 7 червня 2023 року. 29 березня 2024 року Янгблад випустили «Abyss»; пісня використовується як вступна тема для аніме-серіалу Kaiju No. 8.
18 березня 2025 року Янгблад випустили сингл «Hello Heaven, Hello» зі свого четвертого студійного альбому «Idols». Далі був випущений сингл «Lovesick Lullaby», а сингл «Zombie»випущено разом із музичним відео за участю акторки Флоренс П'ю. Альбом «Idols» був випущений 20 червня на лейблах Locomotion Recordings та Capitol Records як перша половина двочастинного проекту, який має бути завершений того ж року.
5 липня 2025 року Янгблад виконали кавер-версію пісні «Changes» на останньому концерті Оззі Осборна в рамках Black Sabbath у Вілла-Парк, Бірмінгем. За лаштунками вони подарували Осборну срібне золоте кольє з діамантами, віддячивши за аналогічний подарунок, який Осборн зробив їм під час зйомок відеокліпу «The Funeral» у 2022 році. Янгблад випустили виступ як благодійний сингл 18 липня 2025 року, всі виручені кошти були спрямовані на підтримку дитячого хоспісу Acorns, дитячої лікарні Бірмінгема та організації Cure Parkinson's. Пісня дебютувала під номером 1 у UK Singles Downloads Chart.

## Активізм
24 березня 2018 року Янгблад відвідали мітинг «Марш за наші життя», демонстрацію, яку очолювали студенти, проти насильства із застосуванням зброї. Вони транслювали подію в прямому ефірі. 30 травня 2020 року вони відвідали протести через убивство Джорджа Флойда на підтримку руху Black Lives Matter у Каліфорнії. Вони і Холсі допомагали надавати першу медичну допомогу деяким протестувальникам.
У вересні 2021 року Янгблад були серед кількох співаків і авторів пісень, які висловили свою незгоду із Законом Техасу про серцебиття, який забороняв аборти в Техасі приблизно після шести тижнів вагітності, заявивши: «Право на своє тіло належить тобі і тільки тобі. Мене це нудить і дуже обурює, що люди сидять тут і позбавляють цього вибору та права».
24 вересня 2022 року, під час свого виступу на музичному фестивалі Firefly у місті Довер, штат Делавер, Янгблад розповіли про смерть Махси Аміні та висловили свою підтримку протестам та громадянським заворушенням, що виникли в результаті цього в Ірані.

## Впливи
Янгблад називає рок-, поп- та хіп-хоп виконавців Arctic Monkeys та Алекс Тернер, The Beatles, The Cure та Роберт Сміт, Nirvana, Авріл Лавін, The Clash, Soundgarden, My Chemical Romance, Мерлін Менсон, Леді Гага, Lorde, Post Malone, Каньє Вест, Емінем та Кеті Перрі, такими, що вплинули на них. Вони також згадали імена таких співаків, як Фредді Мерк'юрі, Мік Джаггер, Елтон Джон, а також Sex Pistols, Кріссі Гайнд та Сьюзі Сью з Siouxsie and the Banshees.
Янгблад також мали близькі дружні стосунки зі своїм наставником Оззі Осборном, назвавши його «найвеличнішим усіх часів» після його смерті.

## Особисте життя

### Проблеми зі здоров'ям
У серпні 2018 року Янгблад написали у Твіттері, що страждають на безсоння. У лютому 2020 року вони поспілкувалися з Evening Standard і сказали, що двічі намагалися покінчити життя самогубством після того, як пережили низку позитивних і негативних подій у своїй кар'єрі.

### Стосунки та сексуальність
В інтерв'ю журналу Attitude у серпні 2019 року описали себе як сексуально мінливу людину. В іншому інтерв'ю журналу у грудні 2020 року вони назвали себе пансексуалом та поліамористом.
Вони кілька місяців зустрічалися з американською співачкою Холзі; вона підтвердила їхній розрив у жовтні 2019 року. Майже через рік, у листопаді 2020 року, в подкасті Джессі Вейр «Table Manners» Янгблад розповіли, що вони розлучилися, бо краще працювали як друзі.
У червні 2021 року Янгблад оголосили, що зустрічаються з американською співачкою та модельєркою Джессі Джо Старк.

## Дискографія
Студійні альбоми
- 21st Century Liability (2018)
- Weird! (2020)
- Yungblud (2022)
- Idols (2025)

## Фільмографія
| Рік  |     | Українська назва                      | Оригінальна назва                     | Роль                                              |
| ---- | --- | ------------------------------------- | ------------------------------------- | ------------------------------------------------- |
| 2015 | с   | Еммердейл                             | Emmerdale                             | Метт (1 серія)                                    |
| 2016 | с   | Ложа                                  | The Lodge                             | Оз (6 серій)                                      |
| 2019 | кф  | Самотні разом: Короткометражний фільм | Lonely Together: A Short Film         | у ролі самих себе                                 |
| 2021 | с   | Зверху: Олімпійці та Рок-зірки        | From the Top: Olympians and Rockstars | у ролі самих себе (серія «Скай Браун та Янгблад») |
| 2022 | кф  | Марс                                  | Mars                                  | — (режисер)                                       |
| 2025 | док | Янгблад. Ти готовий, хлопче?          | Yungblud. Are You Ready, Boy?         | у ролі самих себе                                 |